# Ricky Lo
Ricky Lo (Las Navas, 21 april 1946 - 4 mei 2021) was een Filipijns showbizz en entertainment columnist en journalist. Tevens presenteerde Lo diverse Talkshows op de Filipijnse televisie.

## Biografie
Ricky Lo werd geboren op 21 april 1946 in Las Navas in de Filipijnse provincie Northern Samar. Na het voltooien van de middelbare school in Tabaco voltooide Lo een bachelor-diploma Engels aan de University of the East. van 1969 tot 1972 werkte Lo als assistent-redacteur bij Variety magazine, het zondagse magazine van de Manila Times. Ook was hij verslaggever voor Manila Times. Zijn eerste opdracht voor deze krant was het bezoek van Paus Johannes Paulus II aan de Filipijnen in 1970. Hij schreef voor het Variety Magazine, waar hij ook begon met de column Funfare. Later werkte hij ook voor The Philippine Daily Inquirer, waar bij begon met schrijven voor ExpressWeek magazine en later werkte hij bij de Evening Express tot hij uiteindelijk ook voor de Philippine Daily Inquirer schreef. Weer later was Lo tot 1986 assistent-redacteur van Sunday Magazine
Kort na de oprichting van de Philippine Star in juli 1986 begon Lo zijn carrière bij deze krant, die uit zou groeien tot een van de grootste kranten van het land. Hij zou er uiteindelijk tot zijn dood werken. Lo was bij de Philippine Star onder meer showbizz-redacteur van juli 1986 tot mei 2021 en schreef meer dan 30 jaar een dagelijkse column, genaamd Conversations with Ricky Lo en continueerde de column Funfare voor de zondagseditie. Lo stond bekend om zijn grote netwerk en vele primeurs over met name de Filipijnse filmsterren en groeide zo uit tot een van de meeste bekende journalisten van de Filipijnse filmpers. Hij bundelde en selectie van zijn werk in de boeken Star-Studded (1995) en Conversations with Ricky Lo (2001), met daarin 42 door hem interviews van Filipijnse beroemdheden.
Lo was ook actief als presentator van enkele Talkshows op de televisie. Zo was hij van 1999 tot 2003 een van de presentatoren van The Buzz, een wekelijkse Talkshow over nieuws en entertainment op ABS-CBN. Vanaf 2005 presenteerde Lo samen met Melanie Marquez de show Showbiz Stripped op QTV 11, een show die in 2007 werd vervangen door The Ricky Lo Exclusives. Van 2008 tot 2015 was Lo een van de presentatoren van Startalk op GMA-7.
Lo overleed in 2021 op 75-jarige leeftijd aan de gevolgen van een beroerte.